# ورزشگاه چمپاساک
ورزشگاه چمپاساک (به لاتین: Champasak Stadium) یک ورزشکاه فوتبال در لائوس است که در پاکسه واقع شده است.